# Heyneke Meyer
Heyneke Meyer (Nelspruit, 6 ottobre 1967) è un allenatore di rugby a 15 sudafricano.

## Biografia
Laureato all'università di Pretoria, Heyneke iniziò la sua carriera tecnica nel 1997, a trent'anni, come assistente allenatore degli Eagles, squadra provinciale di George; l'anno successivo ne assunse la guida tecnica per due stagioni e, nel 1999, fu alla conduzione degli Emerging Springboks, la Nazionale Under-19, con il quale partecipò al campionato mondiale di categoria.
Dopo una breve esperienza agli Stormers come assistente, passò alla provincia di Pretoria alla guida dei Bulls, in Super 14, e della squadra provinciale dei Blue Bulls in Currie Cup, in cui, a più riprese, allenò fino a tutto il 2007, con una breve parentesi nel 2001 quando Meyer fu chiamato come assistente allenatore del Sudafrica.
Con la franchise di Pretoria Meyer vinse il primo titolo del Super Rugby mai conquistato da un club sudafricano nella storia del torneo; relativamente alla squadra provinciale, vinse tre Currie Cup.
Nel 2008 fu ingaggiato in English Premiership dal Leicester Tigers come sostituto di Marcelo Loffreda, ma dovette dimettersi dall'incarico a metà stagione per poter seguire i genitori della moglie, entrambi malati terminali; dopo circa un biennio di inattività, nel 2011 tornò alla guida dei Bulls e, all'inizio del 2012, la Federazione sudafricana gli affidò la guida degli Springbok in sostituzione del dimissionario Peter de Villiers.

## Palmarès
- Super Rugby: 1
Bulls: 2007
- Premiership: 1
Leicester: 2008-09
- Currie Cup: 1
Blue Bulls: 2002, 2003, 2006